# Токаривка
Токаривка (на украински: Токарівка) е селище от градски тип в Южна Украйна, Веселинивски район на Николаевска област. Основано е през 1910 година. Населението му е около 2152 души.